# Campoletis media
Campoletis media là một loài tò vò trong họ Ichneumonidae.